# Varga Zoltán (zenész)
Varga Zoltán (Budapest, 1979. augusztus 30.) többszörös platina lemezes és Fonogram díjas zenész, zeneszerző, zenei producer, hangmérnök, a USEME zenekar billentyűse. 

## Pályafutása
A Bakery Stúdió és a SuperSize Recording alapítója, jelenleg privát stúdiójában dolgozik SongSong Production név alatt. Hozzá kapcsolható több népszerű magyar együttes stúdió és produkciós munkája, pl. Tankcsapda (együttes), Road, Ossian (magyar együttes), Hooligans, Depresszió (együttes), Paddy and the Rats, Firkin, Alvin és a mókusok (együttes), Dorothy, AWS, Special Providence, Cadaveres, Blind Myself, The Idoru, Subscribe, Isten Háta Mögött, Superbutt, Neck Sprain és még sokan mások...
Eddig összesen négy alkalommal nyerte el hangmérnökként, producerként a HangSúly Zenei Díjat a "Legjobb stúdióprodukció" kategóriában.

## Munkái

### 2018
- Ossian (magyar együttes) – Nyitott szívvel (platinalemez)
- Road – A tökéletesség hibája (platinalemez)
- Dorothy – Tessék! (aranylemez)
- Phoenix RT – Mi kell több?!

### 2017
- Depresszió – Válaszok után (platinalemez)
- Special Providence – Will
- USEME – Szélesvásznú ég
- Paddy and the Rats – Riot City Outlaws (aranylemez)
- Ossian (magyar együttes) – Az igazi szabadság (dupla platina)
- Hooligans – XX Live
- Road – Tizenhét (platinalemez)
- Ørdøg – Sötétanyag
- Burnout – Új évezred rapszódia

### 2016
- Tankcsapda – Dolgozzátok fel! – (7X platina)
- Hooligans – Igaz történet – (dupla platina)[3]
- Cadaveres – The Fifth House[4]
- Depresszió XV Live (DVD, Bluray)
- Dorothy – 555
- Ossian (magyar együttes) – 30 év legszebb balladái – (dupla platina)
- AWS – Kint a vízből[5]
- Ossian (magyar együttes) – Fényárban és félhomályban – (dupla platina)
- USEME – Világvevő

### 2015
- Paddy and the Rats – Lonely Hearts Boulevard
- Cadaveres – Hazai – EP[6]
- Firkin – ReVox – EP
- Tankcsapda – XXV Live – (tripla platina)
- Dorothy – Jobb, ha hozzászoksz!
- Road – M.A.T.T – (dupla platina)
- Ossian (magyar együttes) – Lélekerő – (dupla platina)
- Phoenix RT – Piros Karikás Részletek
- Kozmosz – Nyugalom a helyzet változatlan

### 2014
- Special Providence – Essence Of Change[7]
- Alvin és a mókusok (együttes) – A Bölcsek meg hallgattak
- Depresszió – A folyamat zajlik – (platinalemez)
- Tankcsapda – Urai vagyunk a helyzetnek – (6x platina)[8]
- Blind Myself – Négyszögöl[9]
- Road – X (DVD)
- Subscribe – This Moment Will Soon Be Gone
- AWS – Égésföld[10]
- Dorothy – Fejjel lefelé
- Firkin – Finger In The Pie[11]

### 2013
- Cadaveres – Demoralizer
- Depresszió – Csak a zene
- Paddy and the Rats – Tales From the Docks[12]
- Isten Háta Mögött – Hazugságok 30 körül – EP
- Neck Sprain – God's Snake – EP
- Road – Tegyük fel! – (dupla platina)
- Ossian (magyar együttes) – A Tűz jegyében (aranylemez)[13]

### További munkák a teljesség igénye nélkül
- Alvin és a mókusok (együttes) – Bátorság, nyújtott kéz (2012)
- Ágnes – A gömb (2008)
- Ágnes Vanilla – József Attila – József Attila születésének századik évfordulójára (2005)
- Ágnes Vanilla – Déjá Vu (2001)
- Cadaveres – Digitalstream (2011)[14]
- Cadaveres – MindStream (2010)[15]
- Cadaveres – Evilution (2008)[16]
- Cadaveres – Lost Souls (2007)[17]
- Cadaveres – Soul of a New Breed (2006)[18]
- Depresszió – Vízválasztó (2011 – aranylemez)
- Feke Pál – Új világ vár! (2009 – aranylemez)
- Isten Háta Mögött – A kényelmetlen lemez (2008)
- Isten Háta Mögött – A szokásos hátborzongató kora reggeli ordítás (2005)
- Isten Háta Mögött – Rosenkreutz kémiai menyegzője (2004)
- Lord – Örökké (2010)
- Lord – 40 éves jubileumi koncert – 2CD/DVD (2012)
- No Thanx – Egy másik nemzedék (2007 – aranylemez)
- Neck Sprain – Heavyweight 3rd Round (2006)
- Road – Emberteremtő (2010)
- Road – Hevesmegye lordjai (2009)
- Road – Aranylemez (2008)
- Special Providence – Soul Alert (2012)[19]
- Special Providence – Labyrinth (2008)[20]
- Subscribe – Bookmarks (2011)
- Subscribe – Stuck Progress to Moon (2007)
- Subscribe – Sanity Has Left the Building (2004)
- The Idoru – Hopeless Illusions (EP – 2006)[21]
- The Idoru – Monologue (2007)[22]
- The Idoru – Face The Light (2009)[23]
- The Idoru – Modern Rock Split (EP – 2010)
- The Idoru – Time (2011)
- The Idoru – Time Special Edition (2012)
- Wackor – Methanolid (2004)
- Wackor – II: Dramatically Different (2013)
- Watch My Dying – Klausztrofónia (2004)